# Heliothea radiata
Heliothea radiata är en fjärilsart som beskrevs av Krulikovski 1918. Heliothea radiata ingår i släktet Heliothea och familjen mätare. Inga underarter finns listade i Catalogue of Life.